# Mayon
Le Mayon est un volcan actif des Philippines, sur l'île de Luçon, dans la province d'Albay, entre les villes de Legazpi au sud-est, Tabaco au nord-est et Ligao à l'ouest.

## Géographie
Le Mayon est un stratovolcan. Son cône presque parfait, qui le fait comparer au mont Fuji, est composé de laves pyroclastiques.
Il est situé à la limite des plaques eurasienne et philippine, une zone de subduction.

## Éruptions

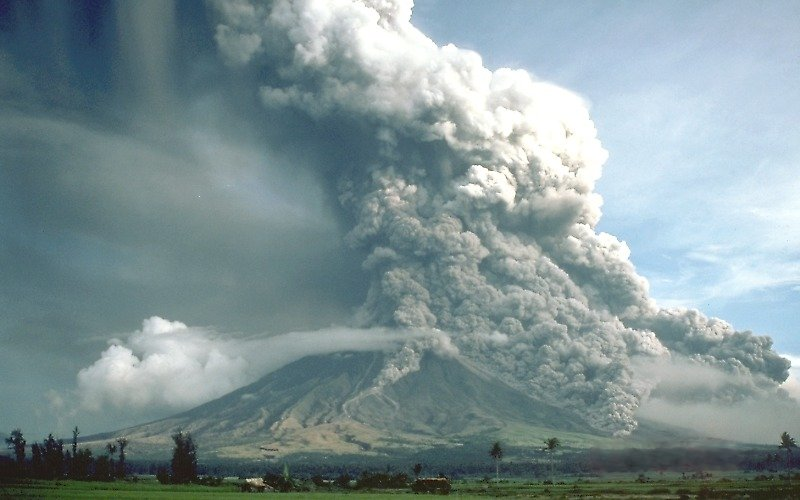
Panache volcanique et nuées ardentes sur le Mayon en éruption en 1984.

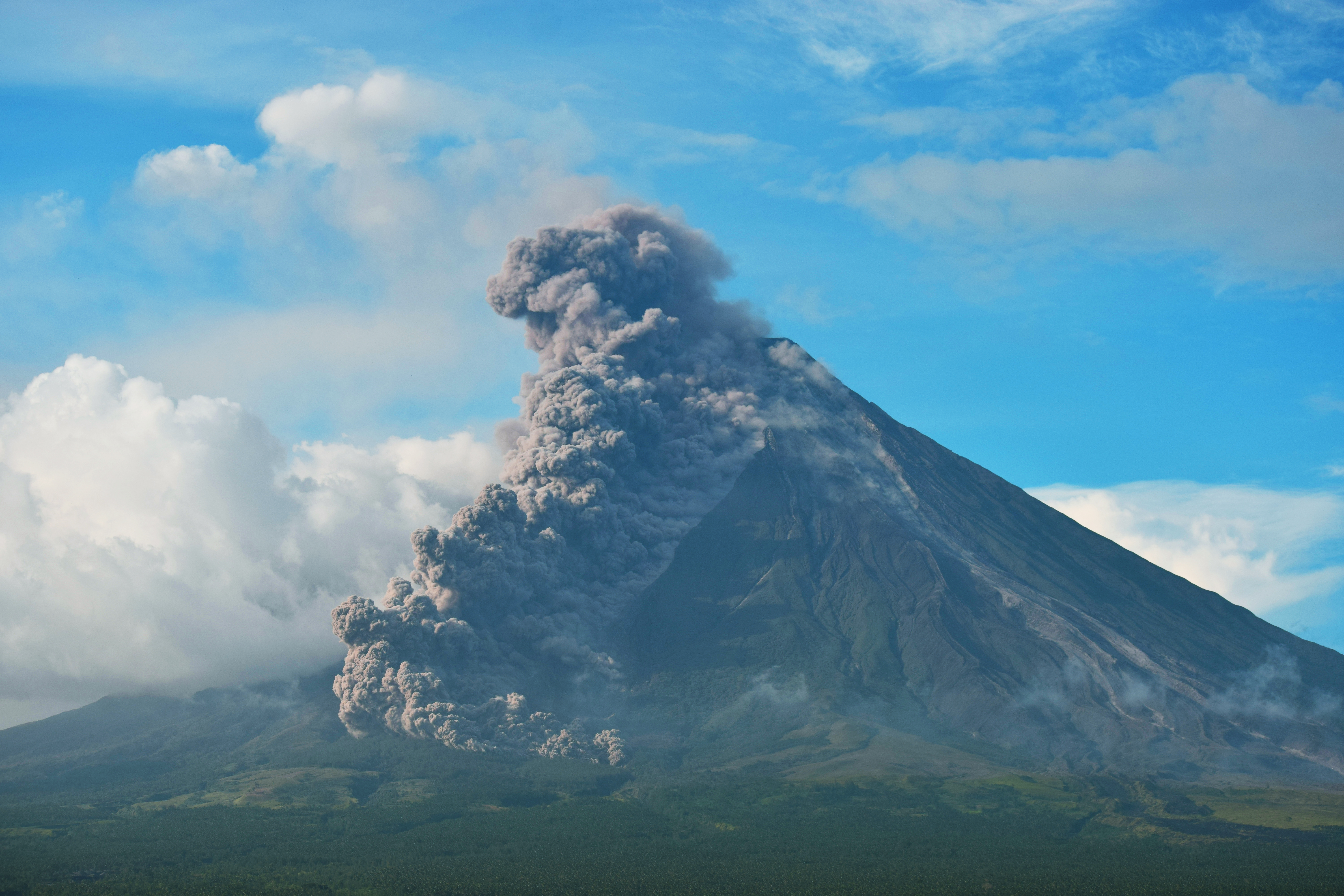
Nuée ardente sur les pentes du Mayon en éruption en janvier 2018.

C'est le volcan le plus actif du pays, avec environ 50 éruptions dans les quatre derniers siècles.
La première éruption enregistrée a eu lieu en 1616, et depuis il s'est produit plus d'une trentaine d'éruptions majeures ayant causé des pertes humaines et économiques.
La plus destructrice eut lieu le 1er février 1814. La lave a submergé la ville de Cagsawa et 1 200 personnes y trouvèrent la mort. Seul est resté le clocher de l'église du village. L'éruption de février 1993 fut également meurtrière : 77 personnes furent tuées par la coulée de cendres.
D'autres éruptions eurent lieu en 1897, 1928, 1947. Le 16 mars 2000 eut lieu l'éruption no 47, qui provoqua une colonne de cendres de 1 kilomètre de hauteur. En 2001, plus de 25 000 personnes furent évacuées, après 73 000 en 1984. En 2003, il y eut deux éruptions, le 17 mars et le 13 octobre.
Le 7 août 2006, le déplacement massif de plus de 30 000 personnes a été décidé, face au risque d'éruption du Mayon. Le 9 août, près de 40 000 personnes avaient été évacuées d'une zone allant jusqu'à 8 km au sud-est du volcan.
Le 15 décembre 2009, les autorités philippines ont commencé une nouvelle évacuation des habitants vivant à proximité du volcan dont des signes inquiétants d'activités ont été observés. Le 20 décembre, les autorités mettent en garde la population de l'île de Luçon en raison d'une possible éruption du volcan dans les prochains jours,. Le 24 décembre, alors que 50 000 personnes ont déjà quitté le secteur, des soldats philippins évacuent des centaines de résidents des environs du volcan par la force. La présidente Gloria Macapagal-Arroyo a ordonné aux autorités de rechercher les résidents récalcitrants dans un rayon de huit kilomètres de la zone du volcan et de les évacuer. Par ailleurs, à la veille de Noël, des volontaires ont distribué des cadeaux aux enfants dans les 45 camps où sont réfugiés les résidents de la région. Les volcanologues estiment que l'éruption du volcan est imminente.
Le 15 janvier 2018, le gouvernement philippin demande à 12 000 personnes d'évacuer à nouveau un périmètre de sécurité de sept kilomètres autour du Mayon, du fait d'une importante intensification de l'activité au cours des jours précédents.